# Títulos aristocráticos e da corte etíope

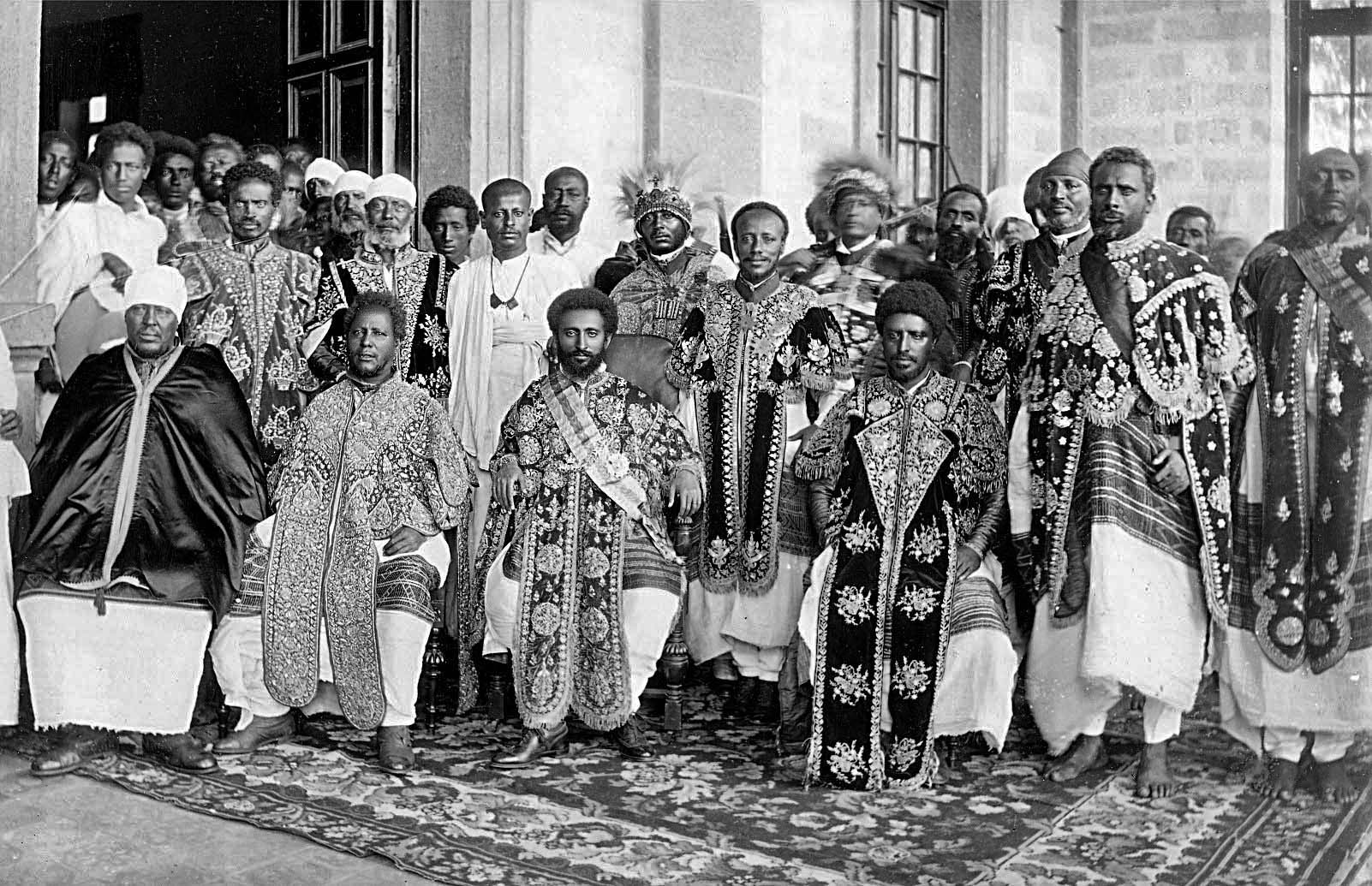
Negusa Nagast Haile Selassie com outros nobres e retentores etíopes.

Até ao fim da monarquia etíope em 1974, existiam duas categorias de nobreza na Etiópia e na Eritreia. O Mesafint (em 
ge'ez: መሳፍንት masāfint, moderno mesāfint, singular መስፍን masfin, moderno mesfin, "príncipe"), a nobreza real hereditária, formava o escalão superior da classe dominante. O Mekwanint (em 
ge'ez: መኳንንት makʷanint, moderno mekʷanint, singular መኰንን makʷanin, moderno mekʷanin ou amárico:  መኮንን mekonnen, "oficial") eram os nobres nomeados, muitas vezes de origem humilde, que formavam a maior parte da aristocracia. Até o século 20, as pessoas mais poderosas na corte eram geralmente membros do Mekwanint nomeados pelo monarca, enquanto regionalmente, o Mesafint gozava de maior influência e poder. O imperador Haile Selassie reduziu enormemente o poder do Mesafint em benefício do Mekwanint, que naquela época era essencialmente contíguo ao governo etíope.

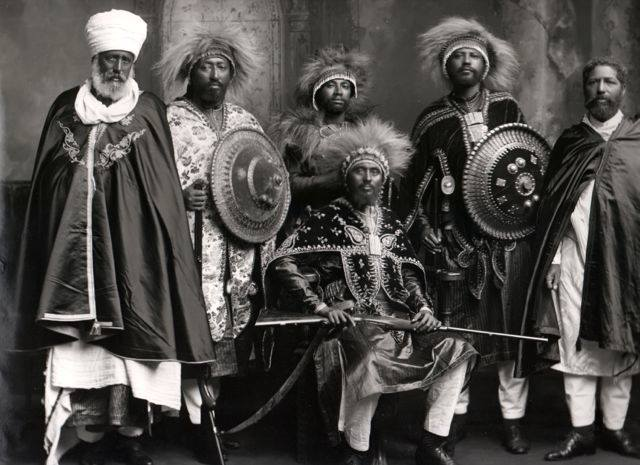
Ras Makonnen Wolde Mikael cercado por vassalos.

Os Mekwanint eram funcionários aos quais foram concedidos cargos específicos no governo ou tribunal abissínio. Posições mais altas, desde o título de Ras descendo até Balambaras, também foram concedidas aos membros do Mekwanint. Um membro do Mesafint, no entanto, teria tradicionalmente precedência sobre um membro do Mekwanint do mesmo posto. Por exemplo, Ras Mengesha Yohannes, filho do imperador Yohannes IV e, portanto, membro do Mesafint, teria superado Ras Alula Engida, que era de nascimento humilde e, portanto, membro do Mekwanint, embora suas fileiras fossem iguais.
Existiam também regras paralelas de precedência, principalmente a antiguidade baseada na idade, nos cargos ocupados e no momento em que cada um obtinha os seus títulos, o que tornava as regras de precedência bastante complexas. Combinado com a posição ambígua dos herdeiros titulados dos membros do Mekwanint, o Imperador Haile Selassie, como parte do seu programa de reformas modernizadoras, e em linha com os seus objectivos de centralizar o poder longe do Mesafint, substituiu o sistema tradicional de precedência por um simplificado, sistema de inspiração ocidental que dava precedência por posição e depois por antiguidade com base no momento em que o título foi assumido – independentemente de como o título foi adquirido. 

## Títulos imperiais e reais

### Negusa Nagast

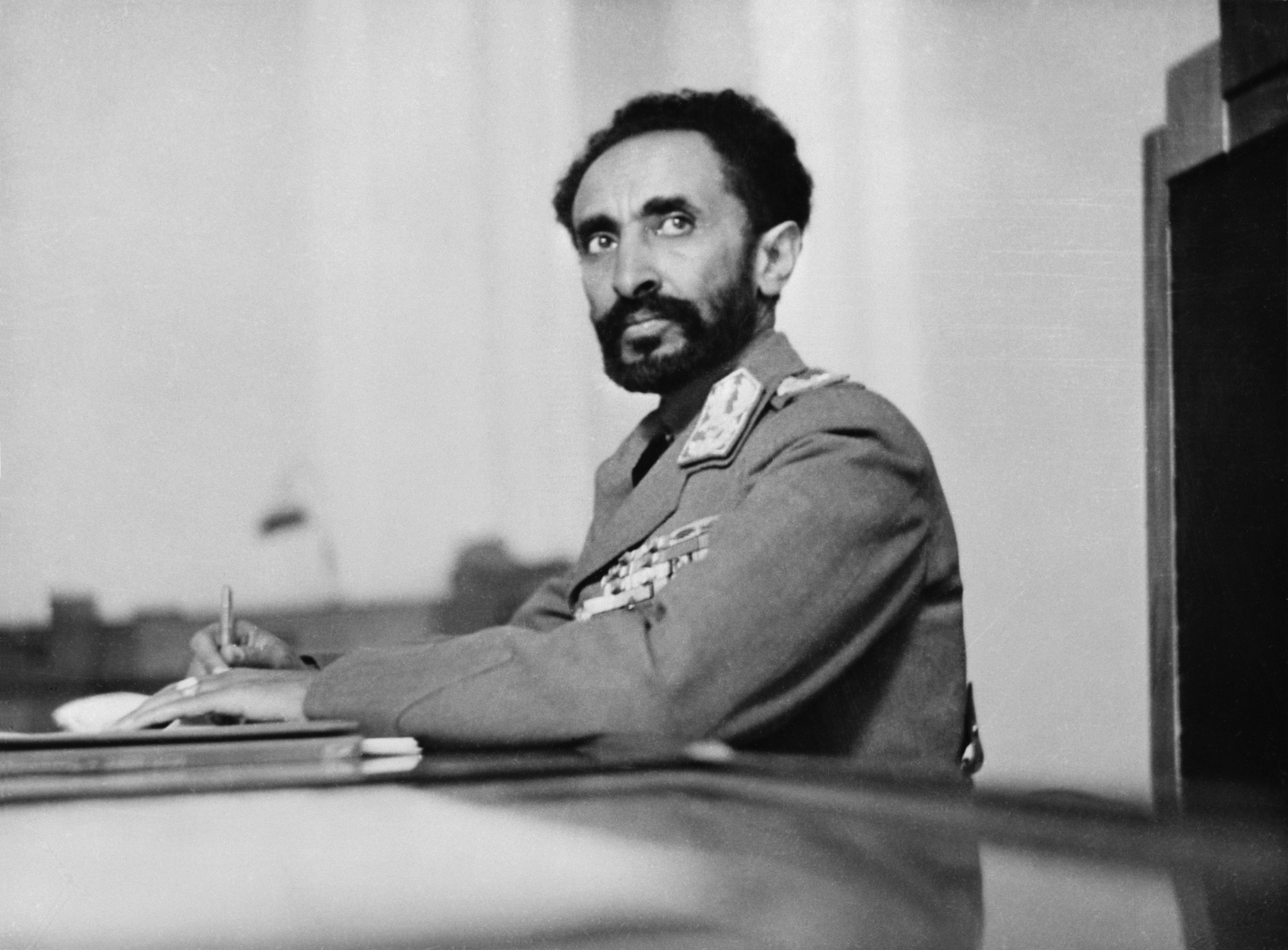
Imperador Haile Selassie da Dinastia Salomônica.

Embora vários reis de Aksum usassem este estilo, até a restauração da dinastia salomônica sob Yekuno Amlak, os governantes da Etiópia geralmente usavam o estilo de Negus, embora "Rei dos Reis" fosse usado já em Ezana de Axum (320 a 360 dC). 
O título completo do Imperador da Etiópia era Negusa Nagast e Seyoume Igziabeher (em 
ge'ez: ሥዩመ እግዚአብሔር; "Eleitos de Deus"). O título Moa Anbessa Ze Imnegede Yehuda ("Leão Conquistador da Tribo de Judá") sempre precedeu os títulos de Imperador. Não era um título pessoal, mas referia-se ao título de Jesus e colocava o cargo de Cristo à frente do nome do Imperador num ato de submissão Imperial. Até o reinado de Yohannes IV, o Imperador também era Neguse Tsion (em 
ge'ez: ንጉሠ ጽዮን, nəgusä tsiyon, "Rei de Sião"), cuja sede era em Axum, e que conferia hegemonia sobre grande parte do norte do Império. 
O Imperador foi referido pelas dignidades do Girmawi formal (em 
ge'ez: ግርማዊ gərəmawi, "Sua Majestade Imperial"), na linguagem comum como Janhoy [a] ( em 
ge'ez: ጃንሆይ janihoy, "Sua Majestade [Imperial]", ou lit. "Senhor"), em sua própria casa e família como Getochu (nosso Mestre no plural), e quando referido pelo nome na terceira pessoa com o sufixo de Atse (efetivamente "Imperador", ou seja, Atse Menelik). 
Todo o discurso formal relativo ao Imperador era no plural, assim como o seu próprio discurso; Haile Selassie, por exemplo, referia-se sempre a si mesmo na primeira pessoa do plural, mesmo em conversas casuais e quando falava em francês (no entanto, este não era o caso quando falava em inglês, no qual não era totalmente fluente). 

### Negesta Nagastat
A Negesta Nagastat (Ge'ez : ንግሥተ ነገሥታት nəgəstä nägästât) era a Imperatriz Regente por direito próprio, literalmente "Rainha dos Reis", ou "Rainha das Rainhas", ou "governante feminina de um império". 
Zauditu (reinou de 1917 a 1930) foi a única mulher a ser coroada na Etiópia por direito próprio desde os tempos antigos. Em vez de assumir o título de itege, que era reservado às imperatrizes consortes, Zewditu recebeu a versão feminina de nigusa nigist para indicar que ela reinou por direito próprio. Ela recebeu a dignidade de Girmawit ("[Sua] Majestade Imperial") e o título de Siyimta Igzi'abher (Ge'ez : ሥይምተ እግዚአብሔር səyəmtä ’əgziabhēr, "Eleito de Deus"). Ela era comumente chamada de nigist, traduzida como "Rainha". A Constituição da Etiópia de 1955 excluiu as mulheres da sucessão ao trono, pelo que este título foi efectivamente abolido. 

### Itege
Um Itege (amárico : እቴጌ ’ətēgē) foi uma imperatriz consorte. Isto se refere às esposas dos imperadores reinantes. 
As imperatrizes eram geralmente coroadas como consortes pelo imperador no Palácio Imperial. No entanto, Taytu Betul, consorte de Menelik II, tornou-se o primeiro Itege a ser coroado pelo Imperador na igreja e não no Palácio. Sua coroação ocorreu no segundo dia do feriado da coroação do imperador. Menen Asfaw tornou-se a primeira Itege a ser coroada pelo arcebispo no mesmo dia e durante a mesma cerimónia que o seu marido, Haile Selassie. O Itege tinha direito à dignidade de Girmawit ("Sua/Sua Majestade Imperial"). 

### Negus
Negus (em 
ge'ez: ንጉሥ nəgus, "rei") foi um governante hereditário de uma das maiores províncias da Etiópia, sobre a qual o monarca governava coletivamente, justificando assim o seu título imperial. O título de Negus foi concedido a critério do Imperador àqueles que governavam províncias importantes, embora tenha sido frequentemente usado hereditariamente durante e após o Zemene Mesafint. Os governantes de Begemder, Shewa, Gojjam, Wollo, todos detinham o título de Negus em algum momento, como o " Negus de Shewa", " Negus de Gojjam" e assim por diante. 
Durante e após o reinado de Menelique II, praticamente todos os títulos passaram para a coroa imperial ou foram dissolvidos. Em 1914, após ter sido nomeado "Negus de Sião" por seu filho Lij Iyasu, Mikael de Wollo, em consideração aos sentimentos hostis que isso provocou entre grande parte da nobreza do norte da Etiópia (particularmente Le'ul Ras Seyoum Mengesha, cuja família tinha ressentiu-se de ter o título negado por Menelik), que agora era tecnicamente subordinado a ele, em vez disso, optou por usar o título de Negus de Wollo. Tafari Makonnen, que mais tarde se tornou imperador Haile Selassie, recebeu o título de Negus em 1928; ele seria a última pessoa a ostentar o título. 
Apesar disso, fontes europeias referiram-se ao monarca etíope como Negus já no século XX, mudando para Imperador apenas após a Segunda Guerra Mundial – mais ou menos na mesma altura em que o nome Abissínia caiu em desuso em favor da Etiópia, no oeste. 

### Leul ou Leoul
Leul ou Leoul (em 
ge'ez: ልዑል lə‘ul, "Príncipe") era um estilo principesco usado pelos filhos e netos dos monarcas dinásticos da Etiópia. É equivalente ao de Vossa Alteza e antigamente era usado apenas como forma de tratamento. O termo foi introduzido como título oficial em 1916 pelo ex-ministro das Relações Exteriores Blatten Geta Heruy Wolde-Selassie; foi aplicado pela primeira vez a Dejazmatch Tafari e sua esposa, a princesa Menen, que foram designados respectivamente Leul-Ras e Le'elt Woizero. 

### Le'elt
Le'elt (em 
ge'ez: ልዕልት lə‘əlt, "Princesa"). Este título entrou em uso em 1916 após a entronização de Zauditu. Reservado à nascença para filhas do monarca e netas patrilineares. Geralmente concedido às esposas de Leul Ras, bem como às netas do monarca na linha feminina em seus casamentos. A exceção notável à regra foi Leult Yeshashework Yilma, sobrinha do imperador Haile Selassie com seu irmão mais velho, que recebeu o título com a dignidade de "Alteza" de Zewditu após o casamento da princesa com Leul Ras Gugsa Araya Selassie em 1918, e novamente de seu tio após sua coroação em 1930 com a dignidade reforçada de "Alteza Imperial". 

### Abeto
Abetohun (amárico:  አቤቶኹን abētōhun) ou Abeto (amárico:  አቤቶ abētō, "Príncipe") – Título reservado para homens de ascendência imperial. O título caiu em desuso no final do século XIX. Lij Iyasu tentou reviver o título como Abeto-hoy (amárico:  አቤቶ ሆይ, "Grande Príncipe"), e esta forma ainda é usada pelo atual pretendente Iyasuísta Girma Yohannes Iyasu. Lij Tedla Melaku, um influente filósofo etíope, monarquista e membro do ramo Gondar-Lasta da Casa Imperial Salomônica-Zagwe e da nobreza Shewan também foi investido com o título de Abeto pelo Conselho da Coroa da Etiópia em 2019. 

### Ras
Ras (amárico:  ራስ, compare com o árabe Raïs) – Um dos poderosos títulos não imperiais; o historiador Harold G. Marcus equipara isso a um duque. O título combinado de Leul Ras (amárico: ልዑል ራስ) foi dado aos chefes dos ramos cadetes da dinastia imperial, como os Príncipes de Gojjam, Tigray e o sub-ramo Selalle do último Ramo Shewan reinante. 

### Emebet
Uma Emebet Hoy (እመቤት ሆይ ’əmäbēt hōy, "Grande Dama Real") era um título reservado para as esposas daqueles que ostentavam o título de Leul Dejazmach e outras mulheres de alto escalão de sangue real. 
Alternativamente, uma Emebet (እመቤት ’əmäbēt, "Senhora Real") era um título reservado às netas solteiras do monarca na linha feminina (geralmente recebiam o título de leult após o casamento), e às filhas do Leul Ras. 

### Bittwod
Bittwoded (amárico:  ቢትወደድ, romanizado: bitwädäd, lit. 'Amado') – Um cargo que se pensa ter sido criado por Zara Yaqob que nomeou dois deles, um de esquerda e outro de direita. Posteriormente, estes foram fundidos em um único cargo, que se tornou o grau supremo de Ras, "Ras Betwadad". Marcus equipara o estilo a um conde. 

### Lij
Lij (amárico:  ልጅ, romanizado: ləj, lit. 'criança') – Título emitido no nascimento aos filhos de membros da Mesafint, a nobreza real hereditária. 

## Títulos militares masculinos
- Dejazmach (ደጃዝማች däjazmač, abreviação de Dejenazmach, comandante do exército principal) – um título militar que significa comandante do corpo central de uma força armada tradicional etíope composta por uma vanguarda, corpo principal, alas esquerda e direita e um corpo de retaguarda. [4] Marcus iguala isso a uma conde. Os herdeiros dos "Leul Rases" foram intitulados Leul Dejazmach (ልዑል ደጃዝማች ləul däjazmač ) para elevá-los acima dos Dejazmaches de sangue não imperial.
- Fitawrari (ፊታውራሪ fitawrari, Comandante da Vanguarda) – um título militar que significa comandante da vanguarda de uma força armada tradicional da Etiópia. Marcus equipara isso a um barão.
- Qeñazmach (ቀኛዝማች qäñazmač, Comandante da Ala Direita) – um título militar que significa comandante da ala direita de uma força armada tradicional da Etiópia. [4]
- Grazmach (ግራዝማች grazmač, Comandante da Ala Esquerda) – um título militar que significa comandante da ala esquerda de uma força armada tradicional da Etiópia. [4]
- Azmach (አዝማች azmač, Comandante da Retaguarda) – um título militar que significa comandante da retaguarda de uma força armada tradicional da Etiópia. Geralmente era um conselheiro confiável e o ministro-chefe do líder. [4]
- Balambaras (ባላምባራስ balambaras, Comandante de uma Amba ou Fortaleza) – estes também poderiam ser comandantes da guarda, artilharia ou cavalaria de uma força armada tradicional etíope, basicamente um homem encarregado de comandos importantes. [4]

## Honoríficos femininos
- Woyzero (ወይዘሮ wäyzärō, Dama) – Título de nobreza originalmente elevado que com o tempo passou a ser a forma de tratamento geralmente aceita para mulheres casadas em geral (Sra.). Ainda era concedido pelo Imperador em raras ocasiões no século XX a mulheres não-reais, e às vezes com o grau mais elevado de Woizero Hoy (ወይዘሮ ሆይ wäyzärō hoy, Grande Dama). [2]
- Woyzerit (ወይዘሪት wäyzärit, senhora) – Originalmente, título de nobreza de alto escalão para mulheres solteiras, agora é a forma de tratamento geralmente aceita para mulheres solteiras em geral (Senhorita). Às vezes era premiado com a distinção adicional de Woizerit Hoy (ወይዘሪት ሆይ wäyzärit hoy, Grande Dama), mas apenas para viúvas. [2]

## Importantes cargos regionais
- Tsahife Lam of Amhara (ጻሕፈ ላም) - governador da província de Bete Amhara e o oficial militar mais graduado depois do Imperador. [2]
- Gojjam Negash (ጎጃም ነጋሽ) - Governante de Gojjam referido como "O Senhor dos Senhores" júnior apenas ao Tsahife Lam de Amhara. Título militar sênior abolido em algum momento durante a Era dos Príncipes. [2]
- Bahr Negus (ባሕር ንጉሥ bahər nəgus, ou Bahr Negash, "Rei do mar") – Governante dos territórios ao norte do rio Mareb (Mereb Melash), um oficial poderoso na Etiópia medieval. Como resultado das revoltas do Bahr negus Yeshaq, este escritório perdeu muito do seu poder. Embora sejam mencionados homens que ocuparam este cargo até o século 19, eles tiveram influência mínima. [2]
- Merid Azmach (መርዕድ አዝማች märəd ’azmač, "Comandante Temível" ou "general supremo") – Este título está relacionado a "Dejazmach" ou "Qeñazmach" acima. A partir do século 18, isso passou a denotar os governantes de Shewa até que Sahle Selassie o abandonou em favor do título de Negus. Mais tarde revivido em 1930 em Wollo para o príncipe herdeiro Asfaw Wossen. [2]
- Mesfina Harar (መስፍነ ሐረር mäsfinä ḥarar) – Duque de Harar. Título hereditário criado em 1930 para o segundo filho do imperador Haile Selassie, o príncipe Makonnen. (A esposa do Mesfin era apropriadamente intitulada Sefanit, mas era mais comumente chamada de Mesfinit). Após a morte do Príncipe, seu filho, o Príncipe Wossen Seged, foi elevado como Mesfin Harar e seria atualmente o segundo na linha de sucessão se a Etiópia ainda fosse uma monarquia depois do Príncipe Zera Yacob. [2]
- Nebura ed (ንቡረ እድ nəburä ’əd, "aquele que assumiu o cargo pela imposição de mãos") - governador civil de Axum reservado ao clero. Também chamado de Liqat Aksum. Devido à importância histórica e simbólica desta cidade, as regras de precedência promulgadas em 1689 classificaram Nebura ed à frente de Na verdade, quando o título foi concedido com Ras Warq (o direito de usar uma tiara), era superior até mesmo ao título de Ras. Embora fosse um título civil concedido pelo Imperador, geralmente era concedido a um. clérigo devido ao status de Axum como o local mais sagrado da Igreja Ortodoxa Etíope no país.[5] O título de Nebure ed também foi concedido ao administrador da Igreja de Santa Maria em Adis Alem, fundada por Menelik II a oeste de Adis Abeba. No entanto, o Nebura ed de Addis Alem estava muito mais abaixo na hierarquia do que o Nebura ed de Axum, e não recebeu o Ras Warq.
- Tigray Mekonnen (ትግራይ መኮንን təgray mäkōnən) – Governador da província de Tigray durante a Idade Média. Outros distritos incluíam Akele Guzay (agora parte da Eritreia). [2]
- Wagshum (ዋግሹም wagšum) – Governador (ou shum) da província de Wag. O Wagshum era um título hereditário, e esses governantes remontavam sua ascendência à família imperial da dinastia Zagwe. [2]
- Shum Agame (ሹም ዓጋመ Shum Agame) - Governador da província de Agame, em Tigray, e hereditário na família de Dejazmach Sabagadis Woldu, uma figura importante do período Zemene Mesafint (Era dos Príncipes). Ras Sebhat Aregawi, um rival de longa data da família do imperador Yohannes IV, foi um dos mais famosos Shum Agame. [2]
- Shum Tembien (ሹም ተምቤን šum tembien) –  Governador do distrito de Tembien de Tigray. O imperador Yohannes IV era filho de Shum Mercha de Tembien. [2]
- Jantirar (ጃንጥራር Jant’rar) – Título reservado aos homens da família que governavam a fortaleza montanhosa de Ambassel em Wollo (agora Zona Debub Wollo). O título de Jantirar está entre os mais antigos do Império Etíope. A Imperatriz Menen, consorte do Imperador Haile Selassie, era filha de Jantirar Asfaw. [2]

## Importantes cargos da Corte Imperial
- Enderase (Ge'ez: እንደራሴ, romanizado: ’əndärasē, lit. 'como eu') - Regente do Império em tempos de juventude, enfermidade ou outra capacidade limitada do Imperador. A Imperatriz Zewditu, que reinou de 1917 a 1930, foi obrigada a dividir o poder com um Enderase, Ras Tafari Makonnen, que também era seu herdeiro designado, e assim assumiu o trono como Imperador Haile Selassie em 1930. Título usado pelos representantes do monarca para feudos e vassalos (neste sentido, um vice-rei). No século 20, o título foi usado por alguns governadores provinciais, principalmente o da província autônoma da Eritreia, que foi restaurada à Etiópia em 1952. O título ainda foi usado após a dissolução do arranjo federal e foi adotado uniformemente pelos governantes. das outras províncias também.[6]
- Reise Mekwanint (ርእሰ መኳንንት rə‘əsä mäkʷanənt, "chefe dos nobres") – Título concedido durante o Zemene Mesafint, que elevou seu titular acima de todos os nobres nomeados. Foi concedido ao Enderase, que durante aquele período detinha a maior parte do poder imperial (consideravelmente diminuído). Foi concedido pela última vez a Yohannes IV por seu cunhado Tekle Giyorgis II (Wagshum Gobeze) antes que o primeiro depusesse o último e tomasse o trono para si. [2]
- Tsehafe Taezaz (Ge'ez: ጸሓፌ ትእዛዝ, romanizado: ts'äḥafe tə’əzaz, lit. 'escriba por comando', traduzido como "Ministro da Pena") - O posto mais poderoso da corte imperial. Segundo John Spencer, ele era "aquele que tradicionalmente caminhava dois passos atrás do imperador para ouvir e anotar todas as ordens que este dava durante uma audiência ou viagem de inspeção". Spencer acrescenta que sob Haile Selassie o Tsehafe Tezaz protegeu o Grande Selo, manteve os registros de todas as nomeações importantes e foi responsável pela publicação de todas as leis e tratados; "sua assinatura, e não a do Imperador, apareceu nessas publicações [oficiais], embora o título em cada caso se referisse a Sua Majestade Imperial."[7] O cargo foi combinado com o de Primeiro Ministro durante o mandato de Aklilu Habte-Wold (1961–1974). [2]
- Afe Negus (amárico:  አፈ ንጉሥ, lit: "boca do rei") - Título para os juízes da Suprema Corte Imperial que equivale a "Lord Justice" ou "Lord Chief Justice" (no caso do Chief Justice). O título foi originalmente dado aos dois principais arautos que atuavam como porta-vozes oficiais do Imperador, daí o nome "boca do Rei". Como o Imperador nunca falava em público, estes funcionários sempre falavam em público em seu nome (falando como se fossem o Imperador). Em 1942, este título foi concedido apenas aos juízes da Suprema Corte Imperial.[8]
- Liqe Mekwas (ሊቀ መኳስ liqä mäkʷas) - O imitador ou duplo do Imperador, que o acompanhou na batalha. Dois funcionários confiáveis e altamente favorecidos receberam este título. Eles sempre caminhavam ou cavalgavam em ambos os lados do monarca em batalhas ou em procissões públicas, vestindo-se tão magnificamente ou mais magnificamente que ele, a fim de distrair os assassinos.[9]
- Aqabe Se'at (ዐቃቤ ሰዓት ’aqabē sä‘at, "guardião do tempo") - Alto funcionário, muitas vezes um clérigo, responsável por manter a agenda do Imperador e ter autoridade sobre o clero designado para a Corte Imperial. A posição era de imenso poder nos tempos medievais, mas tornou-se em grande parte titular sob os imperadores gondarinos e eventualmente deixou de existir. [2]
- Blattengeta (ብላቴን ጌታ blatēn gēta) - Funcionário do tribunal superior que atuou como administrador dos Palácios. O título foi posteriormente usado como título honorífico. [2]
- Blatta (ብላታ blata) - A patente de altos funcionários da corte encarregados de manter o protocolo do palácio e atender às necessidades pessoais da família imperial. [2]
- Basha (ባሻ baša) - Uma classificação originalmente derivada do título turco (otomano)/egípcio de Paxá, mas considerada uma classificação inferior na Etiópia, enquanto Paxá era uma classificação elevada nas cortes turcas e egípcias. [2]

## Importantes cargos do governo civil
- Negadras (ነጋድራስ nägadras, "chefe dos mercadores") - O líder nomeado dos mercadores de uma cidade maior, que supervisionava as operações dos mercados, a administração da alfândega e a cobrança de impostos. [10] No final do século XIX, um negadras era frequentemente o funcionário mais importante de uma cidade, atuando essencialmente como seu prefeito. Em 1900 os vários negadrasoch estavam subordinados aos negadras de Adis Abeba, Haile Giyorgis Woldemikael, que em 1906 supervisionava os negócios estrangeiros e as missões diplomáticas na capital, a organização da mão era responsável por conceder concessões e contratos a empresas estrangeiras, tornando o posto o Presidente da Câmara de facto de Adis Abeba, Chefe da Polícia, Ministro do Comércio e Ministro dos Negócios Estrangeiros. Estas funções foram separadas pela formação do primeiro gabinete em 1907, com Haile Giyorgis nomeado para esses cargos. Com a destituição de Haile Giyorgis pelo então regente Ras Tafari Makonnen em 1917, o posto de negadras de Adis Abeba perdeu a maior parte dos seus poderes para o cargo de Kantiba, chefe do governo municipal, criado em 1910, com outras cidades mais tarde seguiram o exemplo. [10]
- Kantiba (ከንቲባ käntiba, "prefeito" ou "Senhor Prefeito") - Prefeito de uma grande cidade ou cidade nos tempos modernos. Nos tempos antigos, um kantiba era um chefe, o tenente do rei que governava uma província ou mais províncias. Ele tinha soldados. O kantiba tinha a tarefa de administrar as áreas determinadas. Em certos casos, o título de kantiba poderia ter sido transmitido de pai para filho, e em alguns outros o título foi atribuído a indivíduos eleitos durante alguns anos, sendo que no final do mandato outra pessoa era eleita. [2]